# キルバーン駅
キルバーン駅（キルバーンえき、英語: Kilburn tube station）はロンドン北西部、キルバーンにあるロンドン地下鉄の駅である。当駅はジュビリー線ウィルズデン・グリーン駅とウエスト・ハムステッド駅の間にあり、トラベルカード・ゾーン2に属する。メトロポリタン線の列車も当駅を経由するが、当駅には停車しない。
キルバーン駅はA5幹線道路をキルバーン・ハイ・ロードとも呼ばれる終点付近でまたぐ高架橋の上にあり、クリックルウッド地区から約1マイル (1.6 km)南、ブロンズベリー駅から約200メートル (656 ft)北に位置する。

## 歴史

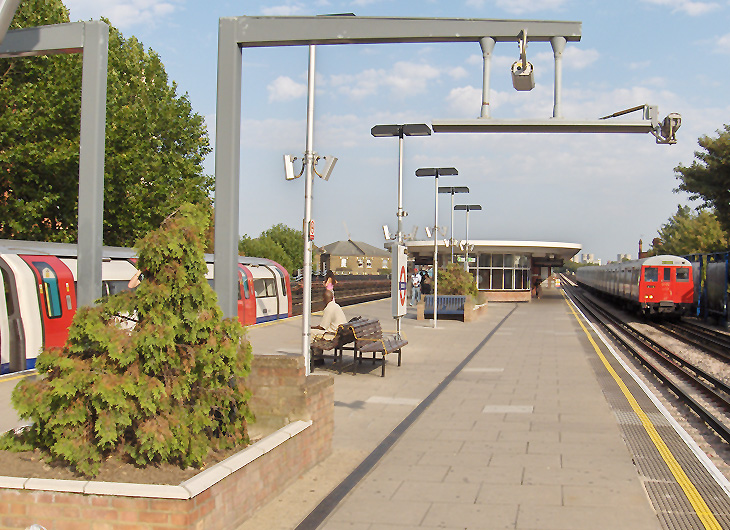
ジュビリー線のホーム。右遠方をメトロポリタン線の列車が通過している。2006年9月撮影

当駅は、1879年11月24日にメトロポリタン鉄道が運営していたメトロポリタン・アンド・セント・ジョンズ・ウッド鉄道のキルバーン&ブロンズベリー駅として開業した。1933年にメトロポリタン鉄道がロンドン旅客運輸公社に吸収された後、1939年11月20日にベーカールー線スタンモア支線に編入されるとともに駅自体にも大規模な改修が行われた。
1950年9月25日にはキルバーン駅に改称されている。2005年には全面的な再塗装、監視カメラの設置、照明の改善、旅客案内装置の更新、トイレの改築、次列車案内装置の交換などを含む大規模な改修工事が行われた。

## バス路線
ロンドンバス16、32、189、316、632の各系統と、深夜バスN16が当駅に乗り入れる。 